# 坂戸宿
坂戸宿（さかどじゅく）は、日光脇往還の宿場。現在の埼玉県坂戸市の市街地周辺にあった。

## 概要
2間半（4.5m）の道に約180軒が並んでいた宿場である。宿場の北端は追分になっており「日光道」とかかれた道標が現存し、「左 日光道 松山道」「右 よしミ村」と彫られている。左は島田の渡しを越えて高坂宿に向かう日光脇往還、右は石井宿を経由して吉見に向かう道であることを表している。
現在では、薬師町から上吉田にかけて区画整理により街道跡は消滅している。上吉田の国道407号旧道沿いセブン-イレブン坂戸伊豆の山店の裏、柴村造園向かいに「旧日光街道の碑」があり、その区画整理により行き止まりになった道が旧日光脇往還であったことを表している。

## 歴史
坂戸地区は戦国時代の半ばまでには北条氏の勢力下となり、河越城代を務めた大道寺氏が支配し、天正12年（1584年）に元坂戸から百姓39軒を移して宿場を新設したという。
慶安5年（1652年）には八王子千人同心が日光山火防を命じられ、八王子と日光との往復に日光脇往還が用いられるようになると、坂戸宿はその一泊目の宿泊地として繁栄した。
なお、1954年（昭和29年）頃まで坂戸町の南端付近（現・日の出町）に旧坂戸町役場があった。

## 最寄り駅
- 東武鉄道東上本線 坂戸駅

## 隣の宿
日光脇往還
高萩宿 - 坂戸宿 - 高坂宿